# Batalion Narva
Batalion "Narva" (niem. Estnisches SS-Freiwilligen Panzergrenadier Bataillon "Narwa") – ochotnicza jednostka wojskowa Waffen-SS złożona z Estończyków i Niemców podczas II wojny światowej.

## Historia
Batalion "Narva" powstał w lutym 1943 r. jako 1 batalion Legionu Estońskiego SS, składający się z czterech kompanii. W marcu włączono go w skład 5 Dywizji Pancernej SS "Wiking", wszystkie kompanie zostały zmotoryzowane oraz dozbrojone i odpowiednio doposażone. Batalion liczył wówczas ponad 770 Estończyków i prawie 200 Niemców. W kwietniu został wysłany na front wschodni na Ukrainę, gdzie w ramach 5 Dpanc. SS "Wiking" walczył z Armią Czerwoną do lutego 1944 r. Poniósł wówczas bardzo duże straty podczas walk mających doprowadzić do wyrwania się z kotła pod Czerkasami. W marcu resztki batalionu zostały odesłane do okupowanej Estonii, gdzie na ich bazie sformowano batalion fizylierów w składzie 20 Dywizji Grenadierów SS.